# Список эпизодов телесериала «Чёрная Молния»
Список эпизодов американского приключенческо-супергеройского телесериала «Чёрная Молния», основанном на комиксах о супергерое DC Comics Чёрная Молния.

## Обзор сезонов
| Сезон | Сезон | Эпизоды | Оригинальная дата показа | Оригинальная дата показа | Рейтинг Нильсена | Рейтинг Нильсена       |
| Сезон | Сезон | Эпизоды | Премьера сезона          | Финал сезона             | Ранг             | Зрители США (миллионы) |
| ----- | ----- | ------- | ------------------------ | ------------------------ | ---------------- | ---------------------- |
|       | 1     | 13      | 16 января 2018           | 17 апреля 2018           | 160              | 2,73                   |
|       | 2     | 16      | 9 октября 2018           | 18 марта 2019            | 179              | 1,44                   |
|       | 3     | 16      | 26 август 2019           | 9 марта 2020             | 130              | 1.09                   |
|       | 4     | 13      | 8 февраля 2021           | 24 мая 2021              | 151              | 0.74                   |

## Список серий

### Сезон 1 (2018)
| № общий | № в сезоне | Название | Режиссёр         | Автор сценария            | Дата премьеры   | Зрители в США (млн) |
| --- | ---------- | --- | ---------------- | ------------------------- | --------------- | ------------------- |
| 1 | 1          | «Воскрешение» «The Resurrection»                                                                                   | Салим Акил       | Салим Акил                | 16 января 2018  | 2,31                |
| Девять лет назад, Джефферсон Пирс прекратил быть супергероем по-прозвищу «Чёрная Молния», решив стать директором школы. Однако с тех пор, банда Сотня совсем распоясалась в городе Фриленд. Когда его старшая дочь Анисса попадает за решётку во время протеста, Джефферсона останавливают на трассе за подозрение в преступлении. Последней каплей становится то, что его младшая дочь Дженнифер попадает в опасность в клубе, принадлежащем Сотне. Джефферсону приходится вновь использовать свои способности, чтобы спасти её. Его наставник и друг Гэмби умоляет его вновь стать Чёрной Молнией, однако Джефферсон не желает нарушать обещание, данное бывшей жене Линн. Но затем член Сотни по-имени Уилл похищает его дочерей прямо из школы, несмотря на соглашение между Джефферсоном и бандой. Линн освобождает его от данного обещания. Гэмби даёт Джефферсону модернизированный костюм, с помощью которого Чёрная Молния штурмует гостиницу, принадлежащую банде. Он освобождает дочерей и наказывает Уилла, однако не обнаруживает его босса по-кличке «Лала». Лала попадает на ковёр к Тобиасу Уэйлу — главарю Сотни, который требует, чтобы тот убил Чёрную Молнию. Джефферсон понимает, что всё только начинается. Психическая травма Аниссы приводит к проявлению суперспособностей у неё, и она разламывает раковину надвое. |            | |                  |                           |                 |                     |
| 2 | 2          | «Лаванда: Книга Надежды» «Lawanda: The Book of Hope»                                                               | Оз Скотт         | Салим Акил                | 23 января 2018  | 1,94                |
| Джефферсон уверяет Линн, что навсегда покончил с Чёрной Молнией. Однако, он узнаёт, что Сотня не только продолжает заставлять девушек заниматься проституцией в мотеле «Сихорс», но и угрожает его дочерям как свидетельницам. Джефферсон просит Гэмби помочь ему найти Лалу путём взлома с базу данных полиции. Девушка Аниссы предлагает ей найти психотерапевта. Уилл сбегает из участка, однако Лала ловит и убивает его. Когда бывшая ученица Джефферсона по-имени Лаванда просит его помощи вернуть дочь, которая всё ещё в руках Сотни, он обещает помочь ей. Однако, Лаванда пытается сама заставить Лалу отдать дочь, и он убивает её. Джефферсон винит себя в её смерти, Джефферсон готовится идти войной на Сотню. Линн пытается убедить Гэмби отговорить Джефферсона, однако он отказывается, считая что городу нужна Чёрная Молния. С помощью информации на мобильнике Уилла, Джефферсон надевает костюм и штурмует гостиницу, где прячется Лала, избивая его, прежде чем в номер врывается полиция. Джефферсон скрывается, а Лала попадает в тюрьму, так как Лаванда успела включить в своём телефоне видеозапись перед смертью, и телефон записал её убийство. Линн отказывается возобновлять отношения с Джефферсоном из-за возвращения Чёрной Молнии. Отправившись ночью в магазин, Анисса с лёгкостью расправляется с грабителем с помощью своих способностей. Тобиас использует свои связи, чтобы получить доступ к камере Лалы и убивает его, задушив одной рукой. |            | |                  |                           |                 |                     |
| 3 | 3          | «Лаванда: Книга Погребления» «Lawanda: The Book of Burial»                                                         | Марк Тондерай    | Жан Нэш                   | 30 января 2018  | 2,21                |
| После гибели Лаванды, преподобный Холт намерен утроить мирный марш в знак протеста против Сотни, несмотря на попытки инспектора Хендерсона и Джефферсона его отговорить. Анисса знакомится с девушкой по-имени Грейс Чой и пытается разобраться в своей суперсиле. Тобиас встречается с женщиной по-имени Леди Ева, которая требует, чтобы он остановил марш Холта. Тобиас даёт задание одному из своих людей — превратить марш в бойню. Чёрной Молнии удаётся остановить гангстеров, однако за этим наблюдает Тобиас, который воочию убеждается, что его злейший враг всё ещё жив. Он приказывает Сионид убить застрелить Чёрную Молнию, и она стреляет в него из снайперской винтовки. Вместо него, пуля проходит через Холта и попадает в Халила — парня Дженнифер. Гамби просматривает видеозапись марша и видит, что там был Тобиас. Он стирает запись. В больнице, Джефферсон узнаёт, что Холт будет в порядке, однако пуля попала в позвоночник Халила, и он больше не сможет ходить. |            | |                  |                           |                 |                     |
| 4 | 4          | «Чёрный Иисус» «Black Jesus»                                                                                       | Майкл Шульц      | Пэт Чарльц                | 6 февраля 2018  | 1,88                |
| Один из учеников Джефферсона — Бернард — чуть не получает передозировку новым мускульноусиливающим наркотиком «Зелёный свет». Джефферсону приходится ударить его молнией, чтобы остановить. Совет директоров школы хочет исключить Бернарда, однако они позволяют ему остаться взамен на передачу им полномочий подобных решений. Гэмби и Джефферсон отслеживают наркотик к другу детства Джефферсона. Когда тот отказывается что-либо говорить Джефферсону, то взамен появляется Чёрная Молния и допрашивает его с пристрастием. Джефферсон узнаёт о складе, откуда поступает «Зелёный свет». На Аниссу и Грейс на улице нападает группа гомофобов. Анисса с лёгкостью раскидывает их с помощью суперсилы. Гэмби стирает видеозапись с камер наблюдения, однако фотографирует отпечаток ботинка Аниссы в асфальте. Бернард вновь пытается подсесть на «Зелёный свет», однако Чёрная Молния спасает его из притона, и Джефферсон отдаёт его в реабилитационную клинику. Дженнифер бросает тренировки, чтобы уделить больше внимания Халилу. Леди Ева теряет терпение, раскрывая, что Тобиас вошёл в преступный мир после того, как рухнула его политическая карьера, и что его визитной карточкой всегда было его убийство Чёрной Молнии. Тобиас убивает доктора, который сказал ему, что Чёрная Молния мёртв. Приезжает сестра Тобиаса Тони и предлагает настроить общественность против Чёрной Молнии. Тобиас навещает Халила, оплачивая его больничные счета и убеждая его, что во всём виноват Чёрная Молния. |            | |                  |                           |                 |                     |
| 5 | 5          | «А дьявол после бед принёс: Книга Зелёного Света» «And Then the Devil Brought the Plague: The Book of Green Light» | Роуз Трохе       | Адам Джиаудроне           | 13 февраля 2018 | 1,81                |
| Гэмби модифицирует костюм Чёрной Молнии, позволяя ему летать. Джефферсона досаждают головные боли и спонтанная агрессия. Продолжая отслеживать «Зелёный свет», Джефферсон узнаёт, что за наркотиком стоит Джои Толедо — правая рука Тобиаса. Дженнифер защищается от двух одноклассниц на катке, ломая запястье одной из девушек. Её семья в бешенстве; Джефферсон и Линн принимают ответственность, однако Джефферсон впечатлён. Анисса узнаёт, что несколько десятилетий назад, её дед — журналист Алвин Пирс — собирался опубликовать статью об исчезновении девяти детей со сверхспособностями. Газета отказалась печатать статью, а сам Алвин был убит неделю спустя. Анисса навещает редактора газеты, который говорит ей, что «они» всё ещё наблюдают. И всё же, он даёт ей информацию, которую насобирал её дед. В коробке, она обнаруживает ключ к камере хранения, и она наряжается в костюм, чтобы продолжать расследование. Тобиас наносит Гэмби визит, требуя информации о Чёрной Молнии, однако Гэмби утверждает, что ничего не знает. По-видимому, войдя в его ателье, Тобиус нарушил договорённость между ними. Тони утверждает, что Тобиасу необходимо раз и навсегда разобраться с их жестоким отцом Элдриджем. Элдридж уже старик, и Тобиас ломает его позвоночник, убеждая сестру оставить отца умирать. Следуя наводке инспектора Хендерсона, Чёрная Молния собирается допросить Джои Толедо. Гэмби советует ему подождать, обнаружив причину его головной боли — неисправный контур в костюме. Джефферсон отказывается и нападает на Толедо, однако головные боли позволяют злодею бежать, оставляя Джефферсона корчиться на земле. |            | |                  |                           |                 |                     |
| 6 | 6          | «Три Семёрки: Книга Грома» «Three Sevens: The Book of Thunder»                                                     | Бенни Бум        | Чарльз Холланд            | 27 февраля 2018 | 1,64                |
| Полиция получает наводку на местонахождение Чёрной Молнии. Гэмби успевает забрать Джефферсона до прибытия полиции и рассказать об этом Линн. Аниссу опять арестовывает полиция за вандализм статуи, тогда как Дженнифер становится жертвой кибертравли. На работе Линн сравнивает снимок мозга Джефферсона со снимком мозга человека, принимающего «Зелёный свет», и обнаруживает сходство. Её ассистент замечает это и звонит кому-то. Джефферсон собирается заманить Тобиаса к его доктору. Анисса одевает свой костюм и уничтожает статую, а затем звонит матери и хочет рассказать ей правду. Гэмби просит Линн убедить Джефферсона не убивать Тобиаса. Во время звонка на Линн нападают неизвестные люди. Джефферсон летит к ней, однако первой туда прибывает Анисса. Она прогоняет бандитов и пытается развязать мать. Появляется Джефферсон и, по-недоразумению, развязывает бой с Аниссой, так как они не узнают друг друга. В конце концов, Джефферсон держит верх и только потом узнаёт дочь. Гэмби отвозит их к себе, затем навещает Леди Еву. Он напоминает ей об их сделке — семью Пирсов трогать нельзя. Леди Ева объясняет, что Линн сунула нос не в своё дело. Тем временем, Халил соглашается на предложение Тобиаса. Сионид говорит Халилу, что ему вернут его мобильность. Дома Анисса приходит в себя и узнаёт, что её отец и есть Чёрная Молния. |            | |                  |                           |                 |                     |
| 7 | 7          | «Равноденствие: Книга Судьбы» «Equinox: The Book of Fate»                                                          | Билли Вудрафф    | Ламонт Маги               | 6 марта 2018    | 1,46                |
| Линн пытается уговорить Аниссу прекратить геройствовать, однако Анисса утверждает, что готова пожертвовать собственным счастьем ради других. Джефферсон советует Аниссе предупредить редактора её деда, однако она узнаёт, что он попал под машину несколько дней назад. Гэмби идёт к Леди Еве и утверждает, что Тобиас уже слишком распоясался. Она даёт ему добро на устранение Джои Толедо. Гэмби штурмует клуб Толедо и убивает его, оставляя знак для Тобиаса. В ответ, Тобиас решает убрать Леди Еву и подставить Чёрную Молнию. Он и его люди нападают на похоронное бюро Леди Евы, используя электрическое оружие, чтобы симулировать разряды Чёрной Молнии. Пока Джефферсон сражается с Сионид, людям Тобиаса удаётся убить Леди Еву. Во время отступления, шальная пуля попадает в сестру Тобиаса, и она умирает на руках у Джефферсона. Инспектор Хендерсон считает, что Чёрная Молния совсем слетел с катушек, убив Леди Еву, и отказывается больше с ним сотрудничать. Линн понимает, что Анисса всё равно будет геройствовать и просит Джефферсона тренировать её, а Гэмби — сделать ей новый костюм. В гостиничном номере, внезапно оживает Лала. Из ванной выходит Лаванда, которая превращается в татуировку на груди Лалы. |            | |                  |                           |                 |                     |
| 8 | 8          | «Книга Откровений» «The Book of Revelations»                                                                       | Таня Гамильтон   | Джен Нэш                  | 13 марта 2018   | 1,45                |
| В клубе, два рэппера удивлены появлением якобы мёртвого Лалы. Гэмби встречается с сотрудником правительственной спецслужбы ААБ по-имени Мартин Проктор, который обратил внимание на Чёрную Молнию. Джефферсон и Анисса проникают в морг и обнаруживают, что ожоги на теле Леди Евы были произведены оружием, использующим ядерное топливо. Тем временем, когда подруга Дженнифер чуть не падает с высоты, Дженнифер паникует и ненароком сжигает своё смартфон и плакаты руками. Лала постоянно видит призрак Лаванды, которая даёт ему советы, пока он пытается разобраться как умер и ожил. Гэмби отслеживает радиацию в лес, где Джефферсон и Анисса обнаруживают труп убийцы Леди Евы, вместе с оружием. Джефферсон звонит Хендерсону и прячется с дочерью. Вместо инспектора, на место заявляется кто-то другой. Этот человек нажимает на оружии кнопку, и оно взрывается, уничтожая улики. Анисса прикрывает отца собой, воспользовавшись своей способностью. Линн узнаёт, что «Зелёный свет» имеет ряд схожих черт с вакциной, обнаруженной в шкафу отца Джефферсона. Она догадывается, что Гэмби что-то скрывает, и тот соглашается поговорить с Джефферсоном. Он объясняет, что его настоящее имя — Питер Эспозито, и что он является бывшим сотрудником ААБ. Он переехал в Фриленд 30 лет назад, чтобы участвовать в эксперименте, в результате которого в городе появились металюди. Раскаявшись, он дал наводку отцу Джефферсона, после чего того убили. В ярости, Джефферсон требует, чтобы Гэмби оставил их в покое. Дженнифер рассказывает о своей способности сестре.                                                                     |            | |                  |                           |                 |                     |
| 9 | 9          | «Книга Маленькой Чёрной Лжи» «The Book of Little Black Lies»                                                       | Тауния Маккирнан | Кели Гофф                 | 20 марта 2018   | 1,55                |
| Анисса раскрывает всю правду Дженнифер, которая затем сердится на родителей за то, что всю жизнь ей лгали. Три независимых расследования — слежка Хендерсона за коррумпированными полицейскими, поиск Гэмби электрического оружия, а также перечитывание Джефферсоном и Аниссой записей Алвина — приводят к одной лаборатории, где производится «Зелёный свет». Гэмби даёт Аниссе новый костюм Грома и говорит ей, что совершил ошибку скрывая правду, однако он всегда будет защищать её семью. Поговорив с матерью, Дженнифер понимает почему родители не рассказали ей правду, однако спасать мир она не хочет и не знает сможет ли вернуться к нормальной жизни. Чёрная Молния и Гром штурмуют лабораторию. Проктору удаётся бежать, однако Хендерсон арестует некоторых учёных из лаборатории, прежде чем Чёрная Молния и Гром взрывают её. На Чёрную Молнию нападают агенты ААБ с оружием, способным остановить его, однако его спасает Гром. Дома, Дженнифер прощает отца, который обещает быть честным с ней с этого момента, пока они смотрят мультфильм Disney «Принцесса и лягушка». |            | |                  |                           |                 |                     |
| 10 | 10         | «Грехи Отцов: Книга Искупления» «Sins of the Father: The Book of Redemption»                                       | Эрик Ланёвилль   | Кели Гофф                 | 27 марта 2018   | 1,55                |
| Анисса расследует информацию о детях, похищенных 30 лет назад, и узнаёт, что они всё ещё живы. Но когда она приводит отца на склад, то он уже пустой, и на них нападают люди ААБ. Старый знакомый Джефферсона приходит к нему домой и рассказывает о похищении одной из его учениц, которая приняла «Зелёный свет» и проявила сверхспособности. Анисса ссорится с Дженнифер, после чего тело второй вспыхивает электричеством. Линн проводит анализы и объясняет, что Джефферсон — аккумулятор, а Дженнифер — генератор. Мартин Проктор и его люди похищают Гэмби и пытают его, пытаясь узнать кем является Чёрная Молния. Гэмби молчит. Тогда Проктор приказывает привести Джефферсона, считая что тогда Гэмби разговорится. Джефферсон гасит свет, позволяя Гэмби убить агентов. Пока Гэмби отходит от пыток у себя в подвале, Джефферсон отвозит семью в дом своего покойного отца. Тем временем, Лала начинает говорить с призраком Уилла, лицо которого также появляется у него на груди в виде татуировки. Он захватывает Сотню и пытается возобновить продажу обычных наркотиков, после уничтожения источника «Зелёного света», жестоко расправляясь с теми, кто против, и демонстрируя более высокую силу. Гэмби говорит Джефферсону, что ему необходимо найти свою замену — человека, разыскивающего детей со сверхспособностями. Этим человеком оказывается замдиректора школы Фоуди, которая узнаёт от Проктора, что Джефферсон и есть Чёрная Молния. |            | |                  |                           |                 |                     |
| 11 | 11         | «Чёрный Иисус: Книга Распятия» «Black Jesus: The Book of Crucifixion»                                              | Майкл Шульц      | Мелора Ривера             | 3 апреля 2018   | 1,50                |
| Фоуди узнаёт от учёного, работающего на ААБ, что один из металюдей в камерах плохо перенёс перемещение в новое здание и умирает. Она платит двум полицейским подбросить Джефферсону «Зелёный свет» и арестовать его. План ААБ — перевести заключённого Джефферсона в свою лабораторию, где они смогут подтвердить их подозрения насчёт него. Анисса и Гэмби придумывают как снять эти подозрения с Джефферсона. Анисса использует голограмму Чёрной Молнии, созданную Гэмби, чтобы показаться на публике. Узнав об этом, Фоуди просит разрешения у Проктора освободить Джефферсона, однако тот непреклонен. К счастью, Хендерсон решает, что с коррупцией в полиции Фриленда пора кончать и находит доказательства против «оборотней в погонах», включая своего начальника. Он освобождает Джефферсона и арестовывает многих коррумпированных полицейских. Начальник полиции повышает его до звания своего заместителя. Джефферсон и Гэмби примиряются. |            | |                  |                           |                 |                     |
| 12 | 12         | «Воскрешение и Свет: Книга Боли» «The Resurrection and the Light: The Book of Pain»                                | Оз Скотт         | Жан Нэш и Адам Джиаудроне | 10 апреля 2018  | 1,54                |
| Доктора Проктора лечат Тобиаса и имплантируют Кхалилу экспериментальный искусственный позвоночник, позволяющий ему ходить. Проктор требует, чтобы они доставили ему Чёрную Молнию, живьём, чтобы его учёные смогли понять как удерживать металюдей живыми. Взамен, Тобиас получит пост Леди Евы. Гэмби требует информации у производителя электрического оружия, однако оружейника убивает Лала под гипнотическим контролем Тобиаса. Линн пытается изолировать ген металюдей, чтобы помочь Дженнифер, однако это приводит к ссоре с Джефферсоном. По приказу Тобиаса, Кхалил нападает на школу, чтобы выманить Чёрную Молнию. Когда тот появляется, в бой вступают Тобиас и Сионид. Аниссе удаётся ранить Сионид. Тобиас удерживает Джефферсона, и Кхалил наносит удар. У Джефферсона останавливается сердце. Тобиас делает Кхалилу выговор за нарушение приказа, и они уходят. Дженнифер удаётся ударить отца током, восстанавливая его сердцебиение. Проктор требует, чтобы Фоуди найти Чёрную Молнию любой ценой. Люди Тобиаса приводят Лалу к Тобиасу. Он пытается направить оружие на бывшего начальника, однако тот произносит ключевую фразу, и Лала теряет контроль над собой. Тобиас говорит, что планирует убить Проктора, чтобы занять его место. |            | |                  |                           |                 |                     |
| 13 | 13         | «Тень Смерти: Книга Войны» «Shadow of Death: The Book of War»                                                      | Салим Акил       | Чарльз Д. Холленд         | 17 апреля 2018  | 1,68                |
| Пребывая в тяжёлом состоянии, Джефферсон общается со своим покойным отцом, который говорит ему встать. Джефферсон пробуждается, однако его способности куда-то пропали. Тобиас объясняет, что оживил Лалу, однако процесс имеет побочные эффекты. Люди Проктора хватают Лалу, однако тот детонирует проглоченную бомбу, пытаясь убить Проктора. Проктор обнаруживает лесной домик, где прячутся Пирсы и Гэмби, посылая туда агентов. Дженнифер удаётся «перезарядить» отца. Пирсам и Гэмби удаётся победить агентов ААБ, и они уходят до приезда полиции. Тем временем, Тобиас, Сионид и Кхалил штурмуют штаб-квартиру ААБ. Убежать удаётся только Проктору. Он отправляется к хранилищу с анабиозными камерами, однако там его уже поджидают герои. Гэмби осознаёт, что Проктор действует без поддержки ААБ и убивает его. Учёный хранилища объясняет, что металюди в камерах умирают. Линн выдаёт знания о камерах СМИ, и граждане Фриленда выражают своё недовольство правительством. Хендерсон публично благодарит Чёрнул Молнию и Гром. Вся семья Пирсов клянётся защищать Фриленд. Тобиас открывает дипломат Проктора его отрезанным пальцем. Тобиас объявляет себя королём Фриленда и собирается уничтожить Чёрную Молнию. |            | |                  |                           |                 |                     |

### Сезон 2 (2018—2019)
| № общий | № в сезоне | Название | Режиссёр         | Автор сценария            | Дата премьеры   | Зрители в США (млн) |
| --- | ---------- | --- | ---------------- | ------------------------- | --------------- | ------------------- |
| 14 | 1          | «Книга последствий. Глава первая: Восстание детей зелёного света» «The Book of Consequences: Chapter One: Rise of the Green Light Babies» | Салим Акил       | Салим Акил                | 9 октября 2018  | 1,16                |
| Школу закрыли в связи с расследованием совета директоров. Тем временем, Линн допрашивает новый директор ААБ, который догадывается, что Линн врёт насчёт кончины Проктора. Сионид нападает на Кару Фоуди, но погибает. Кара приходит к Гэмби и предлагает сделку: она добывает дипломат Проктора, а он помогает ей «уйти в отставку». Хендерсон узнаёт, что Джефферсон и есть Чёрная Молния, и считает, что тот его предал. Семьи металюдей судят правительство за право увидеть их. Анисса крадёт деньги у наркодельцов и отдаёт их церкви, чтобы помочь семьям. Дженнифер теряет контроль над способностями. Линн советует, чтобы Джефферсон и Дженнифер сходили к терапевту. Кара врывает в кабинет к Тобиасу, однако он стреляет в неё гарпуном, желая отомстить за смерть Сионид. Ей удаётся выпрыгнуть в окно. Совет директоров решает закрыть школу насовсем, однако Джефферсон предлагает иное решение — он подаст в отставку, если совет согласится не закрывать школу. |            | |                  |                           |                 |                     |
| 15 | 2          | «Книга последствий. Глава вторая: Блюз чёрного Иисуса» «The Book of Consequences: Chapter Two: Black Jesus Blues»                         | Оз Скотт         | Чарльз Д. Холланд         | 16 октября 2018 | 1,02                |
| Освобожденный ребенок из стручка убивает ученого ASA, а также себя своими электрокинетическими способностями. Когда открывают еще одну капсулу, Линн и другие ученые пытаются успокоить испуганную девушку, но она использует свои аэрокинетические способности, чтобы сбежать. Линн рассказывает Джефферсону, и Гамби рассказывает, что ее зовут Венди Эрнандес. Линн принимает Иссу Уильямса, молодого метафана, который был убит полицией и впоследствии отвергнут его близкими после его воскресения. Когда Пирсы начинают срываться друг с другом, они понимают, что силы Иссы заставляют людей раскрывать свои самые мрачные мысли. Халил навещает Дженнифер, которая отталкивает его с крыши. Черная Молния противостоит Венди без Грома, которого он чувствует не смиренным, но вынужден шокировать ее из психотического эпизода. Со всеми, кого она знала 30 лет назад, давно нет, Венди решает вернуться в капсулу, пока Линн не найдет лекарство от метагена. Столкнувшись с тем же выбором, Исса вместо этого решает прожить так долго, как он уехал. Джефферсон официально уходит в отставку с поста директора, но говорит своим ученикам, что он останется учителем, а ученики будут повторять его мантры в поддержку. |            | |                  |                           |                 |                     |
| 16 | 3          | «Книга исхода. Глава третья: Мастер Лаури» «The Book of Consequences: Chapter Three: Master Lowry»                                        | Роуз Троше       | Ян Нэш                    | 23 октября 2018 | 1,18                |
| Черная Молния помогает полиции остановить жертву Зеленого Света, которая развила суперсилу. После этого Джефферсон и Гамби обнаруживают, что кадры с системы безопасности не обнаружили Тобиаса Кита или Сионида, поскольку Джефферсон планирует получить некоторую информацию от Пейнкиллера. Увидев металлоискатели, установленные в Гарфилд Хай, Джефферсон встречает нового директора, Лоури. Дженнифер начинает психотерапию со старого контакта Гамби, Перенны. По убеждению агента Оделла, Линн заручается поддержкой осужденного ученого-криминалиста доктора Хельга Джейс для помощи со стручками. Когда полиция обнаруживает сгоревшие останки детектива Саммерса и его машины, Хендерсон предлагает Джефферсону разглядеть его как Черную Молнию. В свете смерти Сионида Тобиас вынуждает Пейнкиллера работать, чтобы заполнить пустоту. После рассмотрения дела о поджоге, Черная Молния сообщает Хендерсону, что виновник был нанят Тобиасом Китом. Гамби помогает Аниссе совершить набег на здание, принадлежащее Зловичу, чтобы спасти финансируемую церковью клинику от закрытия, и Гамби находит Кара Фоуди тяжело раненым. Пока Черная Молния пытается спорить с Пейнкиллером, Тобиас посещает склеп своей сестры, где Хендерсон арестовывает его. Хендерсон посещает Джефферсона, чтобы сообщить ему, что Тобиас Кит наконец задержан. |            | |                  |                           |                 |                     |
| 17 | 4          | «Книга последствий. Глава четвёртая: Сквозящий монстр» «The Book of Consequences: Chapter Four: Translucent Freak»                        | Салли Ричардсон  | Адам Гиадроне             | 30 октября 2018 | 0,97                |
| Во время сеанса терапии с Перенной у Дженнифер есть видение борьбы с Пейнкиллером, а позже она лично встречается с Халилом. Хендерсон допрашивает Тобиаса, в то время как Гамби советует раненому Фоуди рассказать, что она знает о портфеле Тобиаса. Джефферсон встречается с Аниссой после того, как узнает о том, что она делает для клиники из Гамби, и Анисса решает уехать. Джефферсон прекращает драку между двумя студентами, но директор Лоури исключает того, кто его начал, и приостанавливает другого; вызывая разногласия между ними. Стивен Коннорс, контрабандистский адвокат Тобиаса, встречается с Тобиасом, и они придумывают план бомбардировки клиники. Ребенок-криокинетик внезапно умирает под присмотром Линн и доктора Джейса. В то время как Черная Молния и Гром уменьшают взрывы бомб, Гамби противостоит женщине, которая посадила их в бою, но она уходит. На следующий день АДА Мендес спрашивает Джефферсона о его опыте дня, когда умер Элвин Пирс. Прежде чем умереть от ран, Фоуди дает телефон Гамби. Поскольку Тобиас освобожден из-под стражи в полиции, Джефферсон и Линн решили, чтобы Дженнифер получила домашнее обучение. Тобиас говорит 100 «Я вернулся», когда они празднуют эту победу. |            | |                  |                           |                 |                     |
| 18 | 5          | «Книга крови. Глава первая: Реквием» «The Book of Blood: Chapter One: Requiem»                                                            | Майкл Шульц      | Ламонт Маги               | 13 ноября 2018  | 0,90                |
| Гамби сгоняют с дороги и, по-видимому, убивают. Скорбящий Джефферсон, отказываясь верить, что он мертв, начинает расследование, кто напал на него. По предложению преподобного Холта Анисса устраивается на работу в клинику и оказывается втянутой в заговор, окружающий одного из ее пациентов; беременная молодая женщина по имени Анайя. Тобиас начинает использовать содержимое портфеля в своих интересах, взяв под свой контроль члена городского совета Кваме Паркера, поскольку ранее ему помогал Мартин Проктор. После ночи с Аниссой у Грейс появляются пятна на коже. Член совета Паркер проводит пресс-конференцию, чтобы сказать, что в клинику поступил анонимный донор, но он вынужден уклоняться от вопросов о том, кто является Тобиасом. Парень Анаи Дикон падает в клинике, умоляя Аниссу спасти нерождённого ребёнка, прежде чем умереть и испустить металлическое вещество Позже Тобиас обедает с Пейнкиллером, поскольку теперь он считает его единственной семьей, которую он оставил. Линн считает, что она нашла способ спасти детей из стручков, но доктор Джейс дважды ее преследует, что привело к гибели 14 пациентов. Поговорив с отцом, Анисса направляется в Южную Фриландию, где сталкивается с ее шерифом, но уходит, увидев, как что-то ползет под его кожей.                                                         |            | |                  |                           |                 |                     |
| 19 | 6          | «Книга крови. Глава вторая: Пёрди» «The Book of Blood: Chapter Two: The Perdi»                                                            | Оз Скотт         | Пэт Чарльз                | 20 ноября 2018  | 0,99                |
| Гамби жив, хотя и прячется, убивая одного из нападавших. Линн делится новостями об усопших детях для своих рассерженных семей. В Южной Фриленде Анисса встречает Анайю и ее семью и узнает, что они из Перди, группы чернокожих людей, которые живут в лесах Южной Фриленды. Другие жители - Санже, белые люди, которые находятся под контролем Следящей через ее элемент. Анайя рождает близнецов: одного черного и одного белого. После того, как член Совета Паркер не может заставить преподобного Холта переместить свою клинику, Тобиас посылает Пейнкиллер, чтобы убрать Холта, хотя он не проходит через это. Тобиас также открывает Халилу, что именно он парализовал его. Халил навещает Дженнифер, предполагая, что это может быть их последняя встреча. Пейнкиллер атакует Тобиаса, но одолел. Когда Санге атакуют Перди, Черная Молния помогает отбить их. Когда Анайя убегает с Аниссой и одним из ее детей, Черная Молния следует за Элементом в надежде найти Смотрителя и другого ребенка. В доме Лукира ее попытки удалить вещество из взятого ею ребенка потерпели неудачу. |            | |                  |                           |                 |                     |
| 20 | 7          | «Книга крови. Глава третья: Санже» «The Book of Blood: Chapter Three: The Sange»                                                          | Эрик Ланевиль    | Кели Гофф                 | 27 ноября 2018  | 1,06                |
| Черная Молния продолжает следовать за Элементом в логово Смотрителя, только чтобы быть захваченным. Не понимая, что Черная Молния - это мета, она мучает его электрическим током. Получив видение от Элемента, находящегося во владении Аниссы, Лукер возглавляет небольшую группу Санге, чтобы забрать ребенка; оставив Черную Молнию, чтобы отбиться от своих похитителей и спасти ребенка, которого они забрали. После разговора с Перенной Дженнифер решает поговорить с Халилом, который в настоящее время находится в бегах после того, как Тобиас узнает, что он все еще не убил Холта. Когда Приближаются Смотритель и ее банда, Черная Молния и Гром отбивают их, последний из них ранит Смотрителя до такой степени, что она "истекает кровью" Элементу в своем теле; освобождая Sange от ее контроля. Джефферсон позже выслеживает Гамби в отеле, где он узнает, что он притворялся, что избавил семью Пирса от кого бы то ни было. после него. После того, как Дженнифер спасает Пейнкиллер, раскрывая свои способности ему, они решают сбежать из Фриленда; вызывая беспокойство у Пирсов и заставляя Тобиаса вызвать профессионала, чтобы разобраться с его предательским подчиненным. |            | |                  |                           |                 |                     |
| 21 | 8          | «Книга восстания. Глава первая: Побег» «The Book of Rebellion: Chapter One: Exodus»                                                       | Тауния Маккирнан | Джейк Уоллер              | 4 декабря 2018  | 0,96                |
| Тобиас назначил награду Пейнкиллеру, но хочет, чтобы его привезли живым. Черная Молния, Гром и Гамби начинают свои поиски Дженнифер, а Хендерсон оказывает помощь. Тобиас навещает маму Халила, которая утверждает, что она не вступала с ним в контакт. Халил и Дженнифер направляются к тете первого, где последний звонит Аниссе, чтобы сообщить ее семье, что она в порядке. Тем временем Тобиас призывает британского наемника Каттера выследить Халила. Она догоняет их, когда Халил использует свои наручи, чтобы обезопасить свою тетю. Халил изо всех сил старается удержать Каттера до прибытия Черной Молнии и Грома; с Дженнифер и Халилом, крадущимися во время получающейся борьбы. Как только они окажутся достаточно далеко, Дженнифер использует свои силы, чтобы замкнуть след в голове Халила, чтобы Тобиас не смог найти их снова. Пока Черная Молния и Гром продолжают поиски, Каттер связывается с Тобиасом, чтобы сообщить ему, что Черная Молния вмешалась. Это заставляет Тобиаса начать соединять два и два; вспоминая, что Черная Молния вернулась только после того, как дочери Пирса были взяты в заложники. |            | |                  |                           |                 |                     |
| 22 | 9          | «Книга восстания. Глава вторая: Дар волхвов» «The Book of Rebellion: Chapter Two: Gift of Magi»                                           | Бенни Бум        | Адам Гиадроне             | 11 декабря 2018 | 1,13                |
| Из-за раны, которую он получил во время боя с Каттером, здоровье Халила начинает ухудшаться, поэтому он и Дженнифер вынуждены прятаться в сарае. Гамби находит кровь в доме тети Халила, что приводит его к Чёрной Молнии и Грому, осматривающим местные больницы. Линн отчаянно пытается найти Дженнифер, которая ведет ее к отцу Халила, чтобы зайти в тупик. Дженнифер пробирается в больницу и использует свои способности, чтобы получить доступ к некоторым лекарствам, не подозревая, что Каттер не сильно отстает. Тем временем Тобиас обращается к Тодду Грину, высокоинтеллектуальному человеку, которого постоянно осматривают. Гамби идентифицирует нападавшего как Жизель Каттер, которая, по слухам, является низкоуровневым телекинетиком. Хотя Каттер находит Халила, Дженнифер подчиняет ее и заставляет дать ей противоядие. Черная Молния и Гром в конечном счете определяют местонахождение сарая, в котором прятались Джен и Халил, только чтобы найти его пустым. После полного выздоровления Халила он и Джен уезжают в неизвестные места. В другом месте, неназванная мета телепортации вызывается во Фриландию неизвестным лицом. |            | |                  |                           |                 |                     |
| 23 | 10         | «Книга восстания. Глава третья: Ангелитос Негрос» «The Book of Rebellion: Chapter Three: Angelitos Negros»                                | Салим Акил       | Жан Нэш и Дж. Аллен Браун | 21 января 2019  | 0,86                |
| 24 | 11         | «Книга тайн. Глава первая: Блудный сын» «The Book of Secrets: Chapter One: Prodigal Son»                                                  | Роб Харди        | Пэт Чарльз                | 28 января 2019  | 0,93                |
| 25 | 12         | «Книга тайн. Глава вторая: Справедливость и несправедливость» «The Book of Secrets: Chapter Two: Just and Unjust»                         | Джефф Бирд       | Чарльз Д. Холланд         | 4 февраля 2019  | 0,95                |
| 26 | 13         | «Книга тайн. Глава третья: Столп огня» «The Book of Secrets: Chapter Three: Pillar of Fire»                                               | Роберт Таунсенд  | Ламонт Маги               | 11 февраля 2019 | 0,94                |
| 27 | 14         | «Книга тайн. Глава четвёртая: Первородный грех» «The Book of Secrets: Chapter Four: Original Sin»                                         | Оз Скотт         | Пэт Чарльз и Кели Гофф    | 4 марта 2019    | 0,77                |
| 28 | 15         | «Книга Апокалипсиса. Глава первая: Альфа» «The Book of the Apocalypse: Chapter One: The Alpha»                                            | Салим Акил       | Жан Нэш                   | 11 марта 2019   | 0,75                |
| 29 | 16         | «Книга Апокалипсиса. Глава вторая: Омега» «The Book of the Apocalypse: Chapter Two: The Omega»                                            | Салим Акил       | Чарльз Д. Холланд         | 18 марта 2019   | 0,85                |

### Сезон 3 (2019—2020)
| № общий | № в сезоне | Название | Режиссёр        | Автор сценария                   | Дата премьеры   | Зрители в США (млн) |
| ------- | ---------- | --- | --------------- | -------------------------------- | --------------- | ------------------- |
| 30      | 1          | «Книга оккупации. Глава первая: Рождение Блэкбёрд» «The Book of Occupation: Chapter One: Birth of the Blackbird»                        | Салим Акил      | Салим Акил                       | 7 октября 2019  | 0,89                |
| 31      | 2          | «Книга оккупации. Глава вторая: Тарби Марьям» «'The Book of Occupation: Chapter Two: Maryam's Tasbih'»                                  | Оз Скотт        | Чарльз Д. Холланд                | 14 октября 2019 | 0,63                |
| 32      | 3          | «Книга оккупации. Глава третья: Мечта агента Оделла» «'The Book of Occupation: Chapter Three: Agent Odell's Pipe-Dream'»                | Бенни Бум       | Пэт Чарльз                       | 21 октября 2019 | 0,61                |
| 33      | 4          | «Книга оккупации. Глава четвёртая: Уроборос Линн» «'The Book of Occupation: Chapter Four: Lynn's Ouroboros'»                            | Мэри Лу Белли   | Адам Джиаудроне                  | 28 октября 2019 | 0,52                |
| 34      | 5          | «Книга оккупации. Глава пятая : Реквием по Тавону» «The Book of Occupation: Chapter Five:Requiem for Tavon»                             | Роберт Таунсенд | Бруста Брайн и Джон Митчелл Тодд | 11 ноября 2019  | 0.71                |
| 35      | 6          | «Книга сопротивления. Глава первая: Достучаться до небес» «The Book of Resistance: Chapter One: Knocking on Heaven's Door»              | Джеффри В. Бёрд | Ламонт Меджи                     | 18 ноября 2019  | 0.62                |
| 36      | 7          | «Книга сопротивления. Глава вторая: Опус Хендерсона» «The Book of Resistance: Chapter Two: Henderson's Opus»                            | Оз Скотт        | Линель Уайт                      | 25 ноября 2019  | 0.65                |
| 37      | 8          | «Книга сопротивления. Глава третья: Битва на террасе Франклина» «The Book of Resistance: Chapter Three: The Battle of Franklin Terrace» | Нима Барнетт    | Джейк Уолкер                     | 02 декабря 2019 | 0.60                |
| 38      | 9          | «Книга сопротивления. Глава четвёртая: Земной кризис» «The Book of Resistance: Chapter Four: Earth Crisis»                              | Таша Смит       | Ламонт Меджи                     | 09 декабря 2019 | 0.90                |
| 39      | 10         | «Книга Марковии. Глава первая: Возрождение Благословений и Проклятий» «The Book of Markovia: Chapter One: Blessings and Curses Reborn»  | Эрик Ланёвилль  | Джей Аллен Браун                 | 20 января 2020  | 0.54                |
| 40      | 11         | «Книга Марковии. Глава вторая: Зависимость Линн» «The Book of Markovia:Chapter Two: Lynn's Addiction»                                   | Майкл Шульц     | Андре Эдмондс                    | 27 января 2020  | 0.66                |
| 41      | 12         | «Книга Марковии. Глава третья: Идентификатор отсутствия матери» «The Book of Markovia: Chapter Three: Motherless Id»                    | Билли Вудрафф   | Линель Уайт и Адам Джодроун      | 3 февраля 2020  | 0.72                |
| 42      | 13         | «Книга Марковии. Глава четвёртая: Возьми ремешок» «The Book of Markovia: Chapter Four: Grab the Strap»                                  | Салим Акил      | Чарльз Холланд и Эшли Конли      | 10 февраля 2020 | 0.65                |
| 43      | 14         | «Книга Войны. Глава первая: Возвращение домой» «The Book of War: Chapter One: Homecoming»                                               | Бенни Бум       | Бруста Браун и Джон Митчелл Тодд | 24 февраля 2020 | 0.64                |
| 44      | 15         | «Книга Войны. Глава вторая: Свобода не бесплатна» «The Book of War: Chapter Two: Freedom Ain't Free»                                    | Оз Скотт        | Пэт Чарльз                       | 02 марта 2020   | 0.62                |
| 45      | 16         | «Книга Войны. Глава третья: Освобождение» «The Book of War: Chapter Three: Liberation»                                                  | Салим Акил      | Чарльз Холланд                   | 09 марта 2020   | 0.55                |

### Сезон 4 (2021)
| № общий | № в сезоне | Название | Режиссёр      | Автор сценария                   | Дата премьеры   | Зрители в США (млн) |
| ------- | ---------- | --- | ------------- | -------------------------------- | --------------- | ------------------- |
| 46      | 1          | «Книга реконструкции. Глава первая: Сопутствующий ущерб» «The Book of Reconstruction: Chapter One: Collateral Damage»                   | Салим Акил    | Салим Акил                       | 8 февраля 2021  | 0.52                |
| 47      | 2          | «Книга реконструкции. Глава вторая: Неприемлемые потери» «The Book of Reconstruction: Chapter Two: Unacceptable Losses»                 | Билли Вудрафф | Чарльз Холланд                   | 15 февраля 2021 | 0.44                |
| 48      | 3          | «Книга реконструкции. Глава третья: Несмотря на всю мою ярость ...» «The Book of Reconstruction: Chapter Three: Despite All My Rage...» | Салим Акил    | Бруста Брайн и Джон Митчелл Тодд | 22 февраля 2021 | 0.37                |
| 49      | 4          | «Книга реконструкции. Глава четвёртая: Свет во тьме» «The Book of Reconstruction: Chapter Four: A Light in the Darkness»                | Мэри Лу Белли | Ламонт Меджи                     | 01 марта 2021   | 0.41                |
| 50      | 5          | «Книга разорения. Глава первая: Собирая кусочки» «The Book of Ruin: Chapter One: Picking Up the Pieces»                                 | Билли Вудрафф | Адам Джодроун                    | 08 марта 2021   | 0.46                |
| 51      | 6          | «Книга разорения. Глава вторая: Корабль Тесея» «The Book of Ruin: Chapter Two: Theseus's Ship»                                          | Мэри Лу Белли | Джейк Уоллер                     | 15 марта 2021   | 0.48                |
| 52      | 7          | «Болетутоляющее» «Painkiller» | Билли Вудрафф | Салим Акил                       | 12 апреля 2021  | 0.39                |
| 53      | 8          | «Книга разорения. Глава третья: Все разваливается» «The Book of Ruin: Chapter Three :Things Fall Apart»                                 | Билли Вудрафф | Андре Эдмондс                    | 19 апреля 2021  | 0.42                |
| 54      | 9          | «Книга разорения. Глава четвёртая: Звук» «The Book of Ruin: Chapter Four: Lyding»                                                       | Киша Шарп     | Джей Аллен Браун                 | 26 апреля 2021  | 0.32                |
| 55      | 10         | «Книга воссоединения. Глава первая : Откровения» «The Book of Reunification: Chapter One : Revelations»                                 | Бенни Бум     | Джамила Дэниел                   | 3 мая 2021      | 0.32                |
| 56      | 11         | «Книга воссоединения. Глава вторая : Проба и ошибки» «The Book of Reunification: Chapter Two: Trial and Errors»                         | Билли Вудрафф | Эшли Конли                       | 10 мая 2021     | 0.30                |
| 57      | 12         | «Книга воскрешения. Глава первая : Перекресток» «The Book of Resurrection: Chapter One: Crossroads»                                     | Бенни Бум     | Бруста Брайн и Джон Митчелл Тодд | 17 мая 2021     | 0.36                |
| 58      | 13         | «Книга воскрешения. Глава вторая : Закрытие» «The Book of Resurrection: Chapter Two: Closure»                                           | Салим Акил    | Чарльз Холланд                   | 24 мая 2021     | 0.50                |